# Jean François Bosio

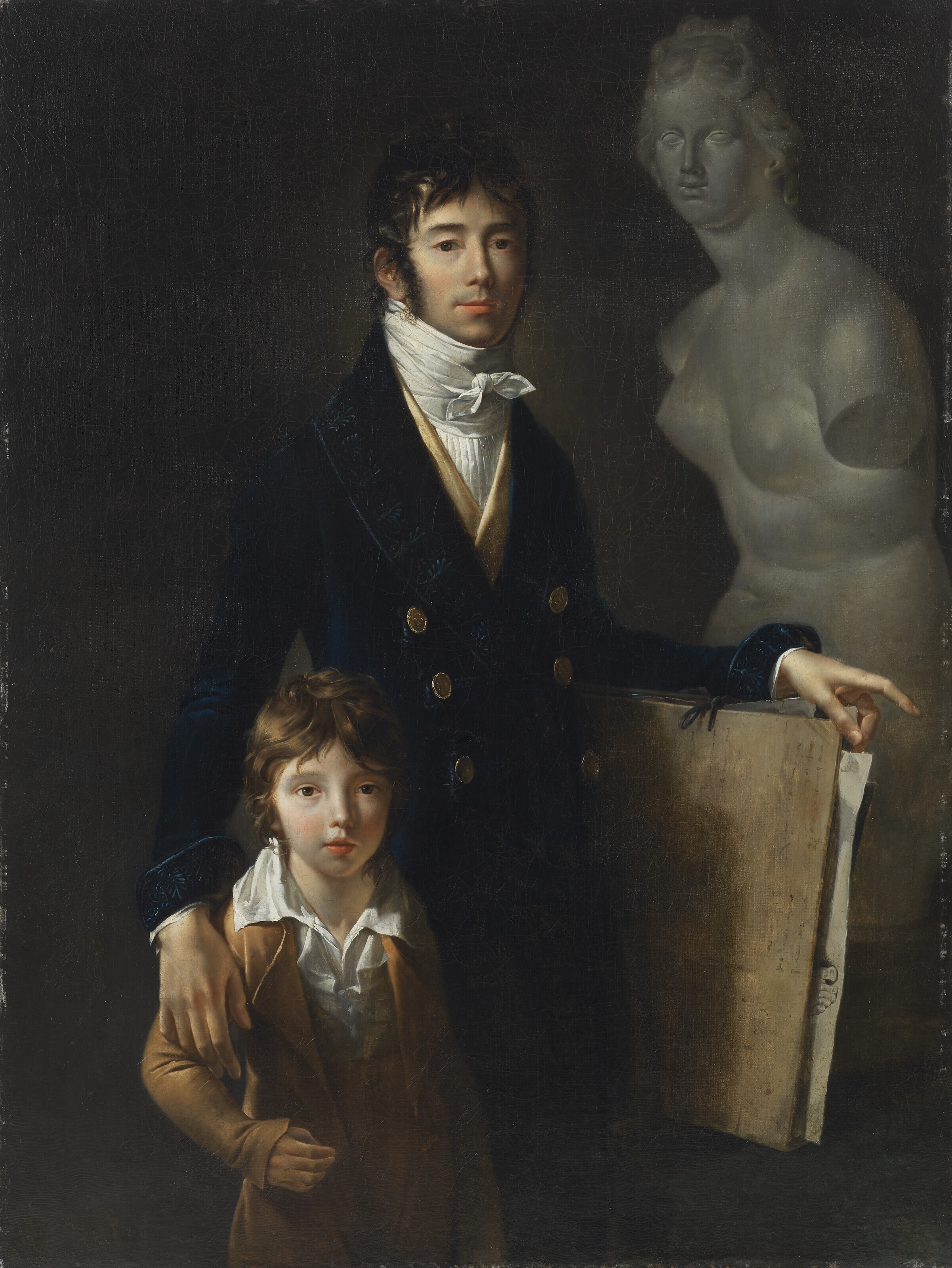
Självporträtt av Jean Baptiste François Bosio med sin son Astyanax Scaevola Bosio, 1801

Jean François Bosio, född 17 juni 1764, död 1827, var en monegaskisk konstnär.
Bosio var lärjunge till Jacques-Louis David. Han målade porträtt och historiestycken, men var även verksam som litograf och gravör. Särskilt hans stick har varit eftersökta. Bozio författade även en lärobok i teckning. Brodern François Joseph Bosio var skulptör.